# Alto da Cerca
O Alto da Cerca é um povoado português localizado na freguesia da Criação Velha, concelho da Madalena do Pico, ilha do Pico, arquipélago dos Açores.
Este povoado localiza-se próximo aos Lajidos da Criação Velha, do local das Tapadas, do Pocinho e do Monte.